# تعادل (روزنامه)
تعادل از روزنامه‌های صبح ایران است که با رویکرد تحلیلی، بیشتر در حوزه اقتصاد فعالیت دارد و دارای شانزده صفحه رنگی است.مؤسسه رسانه نگاران خوب اندیش صاحب امتیاز، الیاس حضرتی مدیر مسئول این روزنامه هستند.حجت طهماسبي پس از  منصور بیطرف به سردبيري اين روزنامه برگزيده شد .محمد صادق جنان صفت اولين سردبیر  روزنامه تعادل  بود.
روزنامه اقتصادی تعادل از ۲۰ خرداد ۱۳۹۳ شروع به انتشار کرد و تا تاریخ دوشنبه ۱۳۹۳/۶/۳۱، شماره ۸۶ خود را به چاپ رسانید. ایران، کلان، بانک و بیمه، راه و شهرسازی، صنعت معدن و تجارت، نفت و انرژی، تعادل، بورس و فرابورس، عناوین صفحه‌های خبری این روزنامه را تشکیل می‌دهند. روزنامه تعادل از اواخر پاییز سال ۹۴ اقدام به تولید و انتشار صفحه‌های پرونده ای یا به اصطلاح فیچر کرد. ایرانشهر، اقتصاد اجتماعی و حوادث اقتصادی عنوان برخی از این صفحه هاست که به صورت متناوب در هفته منتشر می‌شوند.

## دیدگاه‌ها
روزنامه تعادل در یکی از سرمقاله‌های خود به قلم محمدصادق جنان‌صفت نوشته‌است، «من بیشتر خانواده‌های ثروتمند اصیل کشور را می‌شناسم و کمتر دیده‌ام که فرزندان آنها اتومبیل‌های ۸۰۰–۷۰۰میلیون تومانی سوار شوند… به نظر من این‌گروه که‌می‌توانند حتی، تا یک‌میلیارد تومان‌فقط برای خرید اتومبیل اختصاص دهند، از قشر نوکیسه‌ای است که در ۸ سال فعالیت دولت‌های نهم و دهم مثل قارچ روییدند». این حرف‌ها را یک بازرگان میانسال ایرانی در جمع گروهی از فعالان صنعت و بازرگانی بر زبان آورد که با تأیید حاضران مواجه شد. وی در این سرمقاله در ادامه گفته‌است یکی از سرچشمه‌های زاد و رشد نوکیسه‌های افسانه‌ای ایرانی در ۸ سال سپری شده را باید در رانت‌های بازار ارز جست‌وجو کرد، وی افزوده روزی که مسوولان سابق بانک مرکزی با تأسیس اتاق مبادله ارزی و دادن ارز ۱۲۲۶ تومانی، میلیاردها دلار پول به کسانی می‌دهند که تجارت را تسهیل کنند و آنها کالاهای وارداتی را به قیمت‌های آزاد عرضه می‌کنند و میلیاردها تومان رانت نصیب آنها می‌شود آیا نباید این محل فساد را بازکاوی کرد. این نویسنده در ادامهٔ سرمقاله روزنامه تعادل عنوان کرده‌است که وجود نوکیسه‌هایی با سودهای بادآورده در پناه اقتصاد دولتی در جامعه ایرانی از هر زهری مهلک‌تر است.